# Stephanie Krämer (Fußballspielerin)
Stephanie Krämer (* 29. Januar 1990 in Weimar) ist eine deutsche Fußballspielerin.
Stephanie Krämer begann ihre Karriere mit neun Jahren beim SG Eintracht '62 Obernissa unter Trainer Jörg Schmidt und kam 2006 über den 1.FFV Erfurt zum FF USV Jena. Sie gehörte zum Kader der deutschen U17-Nationalmannschaft, kam jedoch nicht zum Einsatz. Ihr Debüt in der ersten Mannschaft Jenas gab die defensive Mittelfeldspielerin beim ersten Spiel in der Fußball-Bundesliga 2008/09, der 2:3-Niederlage gegen den Hamburger SV. Nach 5 Jahren mit dem USV Jena, verließ sie mit Ablauf ihres Vertrags den Verein am 30. Juni 2011 mit unbekanntem Ziel.